# マクムード・アブドゥル＝ラウーフ
マクムード・アブドゥル＝ラウーフ（Mahmoud Abdul-Rauf, 1969年3月9日 - ）は、アメリカ合衆国の元プロバスケットボール選手。ミシシッピ州ガルフポート出身。改名前の名前はクリス・ウェイン・ジャクソン（Chris Wayne Jackson）。身長185cm、体重74kg。ポジションはガード。

## 経歴
1991年にイスラム教へ改宗したため名前を「アブドゥル＝ラウーフ」に変えた。1990年のNBAドラフトでデンバー･ナゲッツに指名された後、1996年までナゲッツでプレイ、チームの主力として活躍した。1993-94シーズンには平均19.2得点、2.8リバウンド、4.2アシストと成績を伸ばし、MIP賞(最も改善されたプレイヤーに与えられる賞）を獲得した。1993年にはオールスターのイベント、スラムダンクコンテストに出場した。1994年と1996年にはフリースロー成功率がNBAトップとなった。
その後、サクラメント・キングス、バンクーバー・グリズリーズでプレイした。NBAを離れた後、ヨーロッパでもプレイした。
NBAを引退してから、生まれ故郷のミシシッピ州ガルフポートにモスクを建設してイマーム(指導者）となった。彼の目的はモスクをドラッグや犯罪から逃れるためのシンボルとすることにあった。
サウジアラビアに渡り現役復帰し、2009年、日本のbjリーグ、京都ハンナリーズに入団。ヘッドコーチは同時期にともにNBAでプレーしたデービッド・ベンワーである（ナゲッツ時代の1993-94カンファレンスセミファイナルではベンワーが所属するユタ・ジャズと対戦した）。2009-10シーズンはベスト5に選出。

## 個人成績

### NBA

#### レギュラーシーズン
| シーズン | チーム | GP  | GS  | MPG  | FG%  | 3P%  | FT%   | RPG | APG | SPG | BPG | PPG  |
| -------- | ------ | --- | --- | ---- | ---- | ---- | ----- | --- | --- | --- | --- | ---- |
| 1990–91  | DEN    | 67  | 19  | 22.5 | .413 | .240 | .857  | 1.8 | 3.1 | .8  | .1  | 14.1 |
| 1991–92  | DEN    | 81  | 11  | 19.0 | .421 | .330 | .870  | 1.4 | 2.4 | .5  | .0  | 10.3 |
| 1992–93  | DEN    | 81  | 81  | 33.5 | .450 | .355 | .935  | 2.8 | 4.2 | 1.0 | .1  | 19.2 |
| 1993–94  | DEN    | 80  | 78  | 32.7 | .460 | .316 | .956* | 2.1 | 4.5 | 1.0 | .1  | 18.0 |
| 1994–95  | DEN    | 73  | 43  | 28.5 | .470 | .387 | .885  | 1.9 | 3.6 | 1.1 | .1  | 16.0 |
| 1995–96  | DEN    | 57  | 53  | 35.6 | .434 | .392 | .930* | 2.4 | 6.8 | 1.1 | .1  | 19.2 |
| 1996–97  | SAC    | 75  | 51  | 28.4 | .445 | .382 | .846  | 1.6 | 2.5 | .7  | .1  | 13.7 |
| 1997–98  | SAC    | 31  | 0   | 17.1 | .377 | .161 | 1.000 | 1.2 | 1.9 | .5  | .0  | 7.3  |
| 2000–01  | VAN    | 41  | 0   | 11.9 | .488 | .286 | .759  | .6  | 1.9 | .2  | .0  | 6.5  |
| 通算     | 通算   | 586 | 336 | 26.7 | .442 | .354 | .905  | 1.9 | 3.5 | .8  | .1  | 14.6 |

#### プレーオフ
| シーズン | チーム | GP | GS | MPG  | FG%  | 3P%  | FT%   | RPG | APG | SPG | BPG | PPG  |
| -------- | ------ | -- | -- | ---- | ---- | ---- | ----- | --- | --- | --- | --- | ---- |
| 1994     | DEN    | 12 | 12 | 28.3 | .370 | .324 | .935  | 1.5 | 2.5 | .4  | .1  | 12.9 |
| 1995     | DEN    | 3  | 2  | 25.3 | .364 | .167 | 1.000 | 1.7 | 1.7 | .7  | .0  | 13.3 |
| 通算     | 通算   | 15 | 14 | 27.7 | .369 | .286 | .956  | 1.5 | 2.3 | .1  | .1  | 13.0 |

## アメリカ合衆国国歌の問題
試合開始前のアメリカ合衆国国歌斉唱の時に立ち上がらなかったことでも知られている（星条旗は抑圧や、専制政治の象徴とイスラム教徒に見られていた）。
1996年3月12日、NBAは彼を1試合出場停止にしたが、2日後にリーグと彼は妥協して国歌が演奏されている最中、イスラム教の選手がイスラムの祈りを立ったまますることができるようになった。

## 人物
ゲイリー・ペイトンのトラッシュトークの標的とされて、元の名前の「クリス・ジャクソン」を繰り返し囁かれたことがある。
トゥレット障害という珍しい病気から、非常に神経質な選手であり、シュートの際にボードやリングに当たらない真っ直ぐな弾道に拘ると言う練習方法でフリースロー成功率は高かった。